# 阿爾塔岩畫
阿尔塔岩画（Rock Art of Alta）位于挪威北部芬马克郡北极圈内的阿尔塔峡湾一带，是一处重要的史前岩画艺术遗址。1985年被登录为世界文化遗产。
阿尔塔岩画约创作于公元前4200年到前500年之间，约相当于石器时代晚期和金属时代早期，由当地的猎人和渔民创作。描绘了驯鹿、駝鹿、熊、狼、天鹅、鲑鱼和鲸鱼等各种动物，以及狩猎、捕鱼、宗教仪式乃至后期有农业生产的场景。研究者认为与科姆萨文化（Komsa Culture）和萨米人有关。
阿尔塔岩画主要有5处，分别是Hjemmeluft（北纬69度57分东经23度11分，面积50.09公顷）、Storsteinen（北纬69度57分东经23度14分，面积0.02公顷）、Amtmannsnes（北纬69度59分东经23度18分，面积2.7公顷）、Kåfjord（北纬69度57分东经23度6分，面积0.76公顷）和Transferdalen（北纬69度59分东经23度29分，面积0.02公顷），分布于峡湾周围。其中Hjemmeluft最为重要，有3000余个图案，附近建有阿尔塔博物馆。
阿尔塔岩画最早是在1972年在Hjemmeluft地区发现的，随后在这一地区更多的岩画被人发现。1980年代在岩石上安装了木制步道并对植物进行了修剪，以方便游人参观，并将阿尔塔博物馆搬迁到石刻地点。目前只有Hjemmeluft是对公众开放的，并在岩画上补上红色的颜料，这被认为更为接近于岩画的原貌。

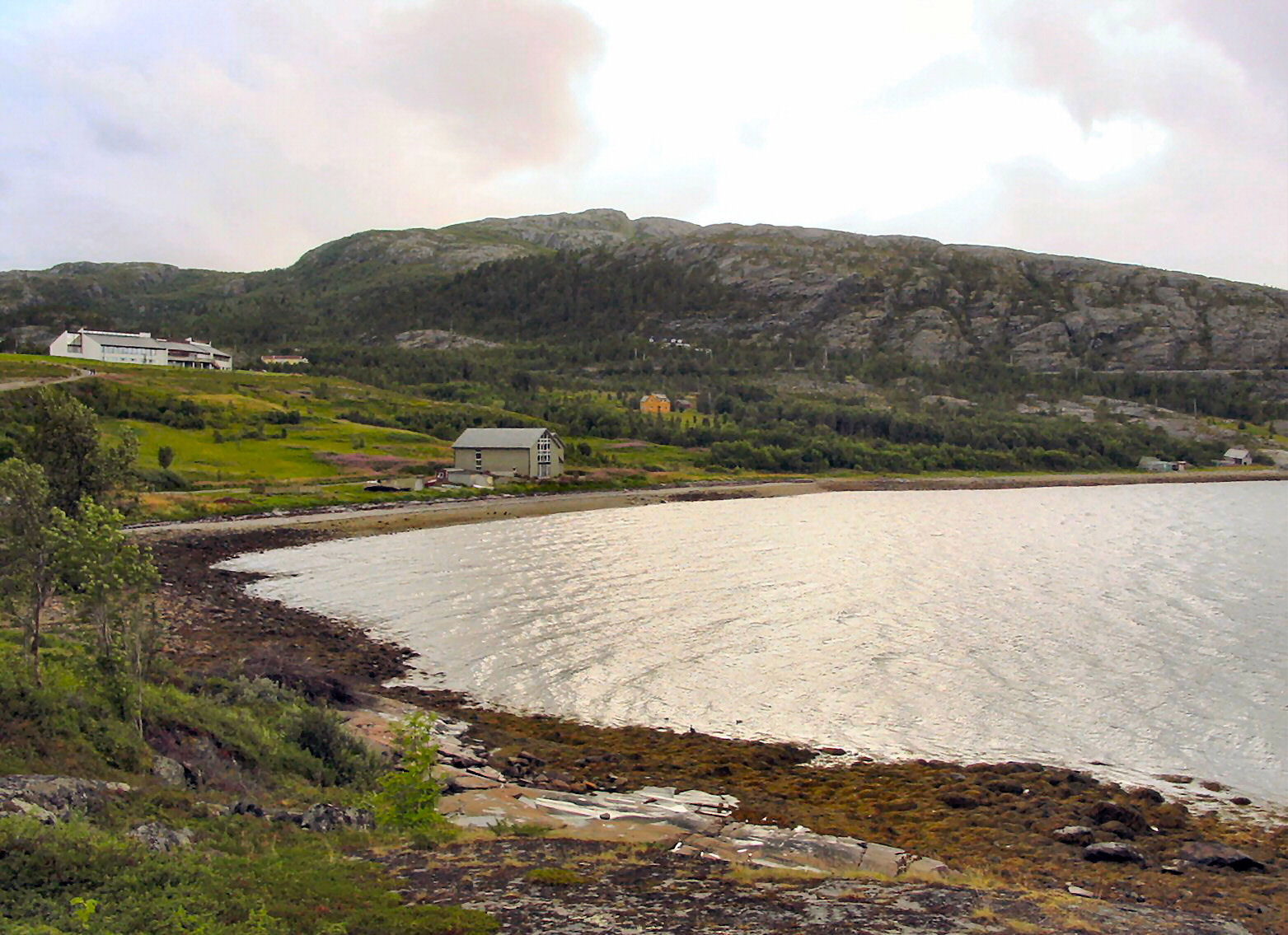
阿尔塔博物馆
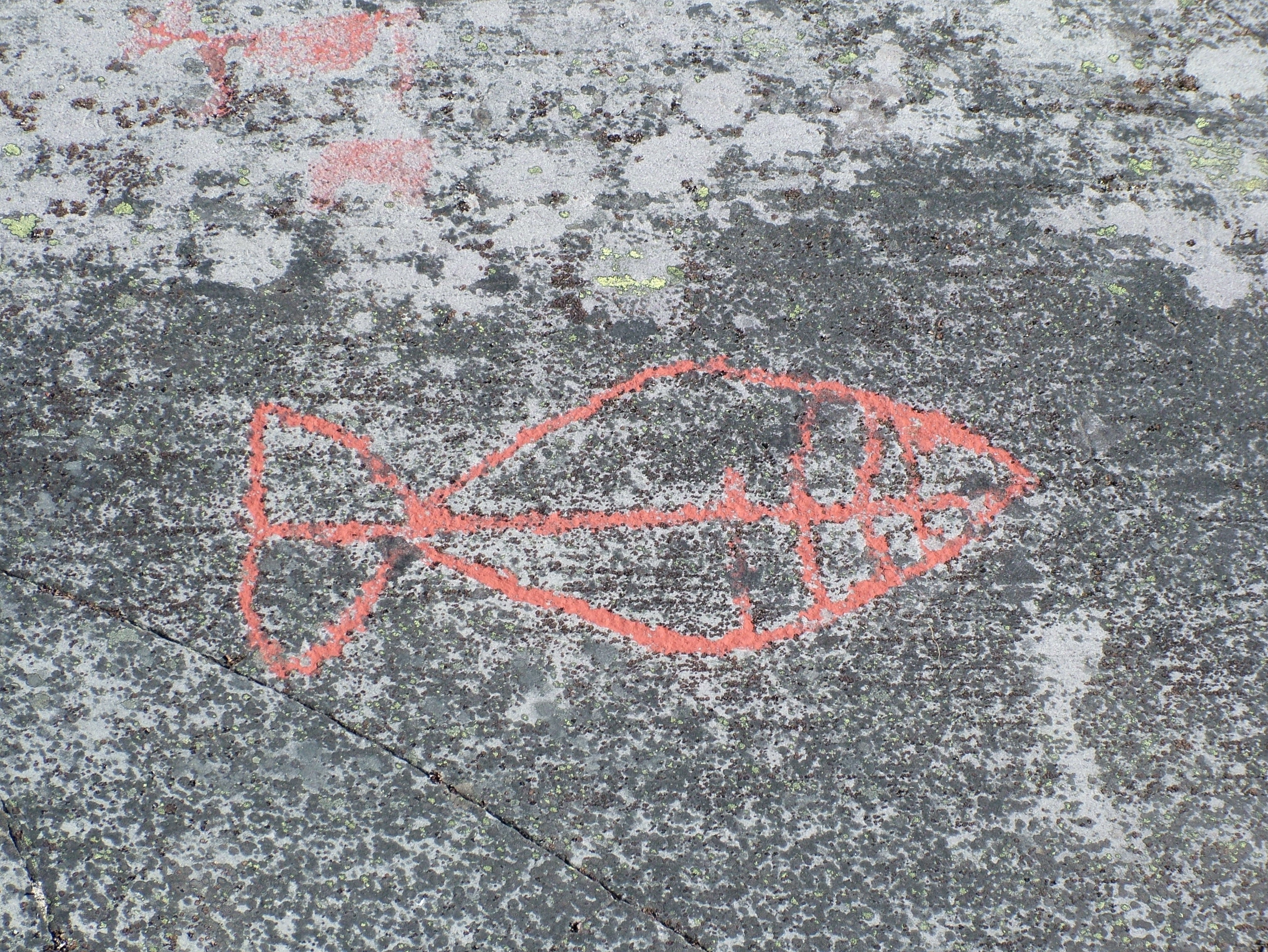
鱼
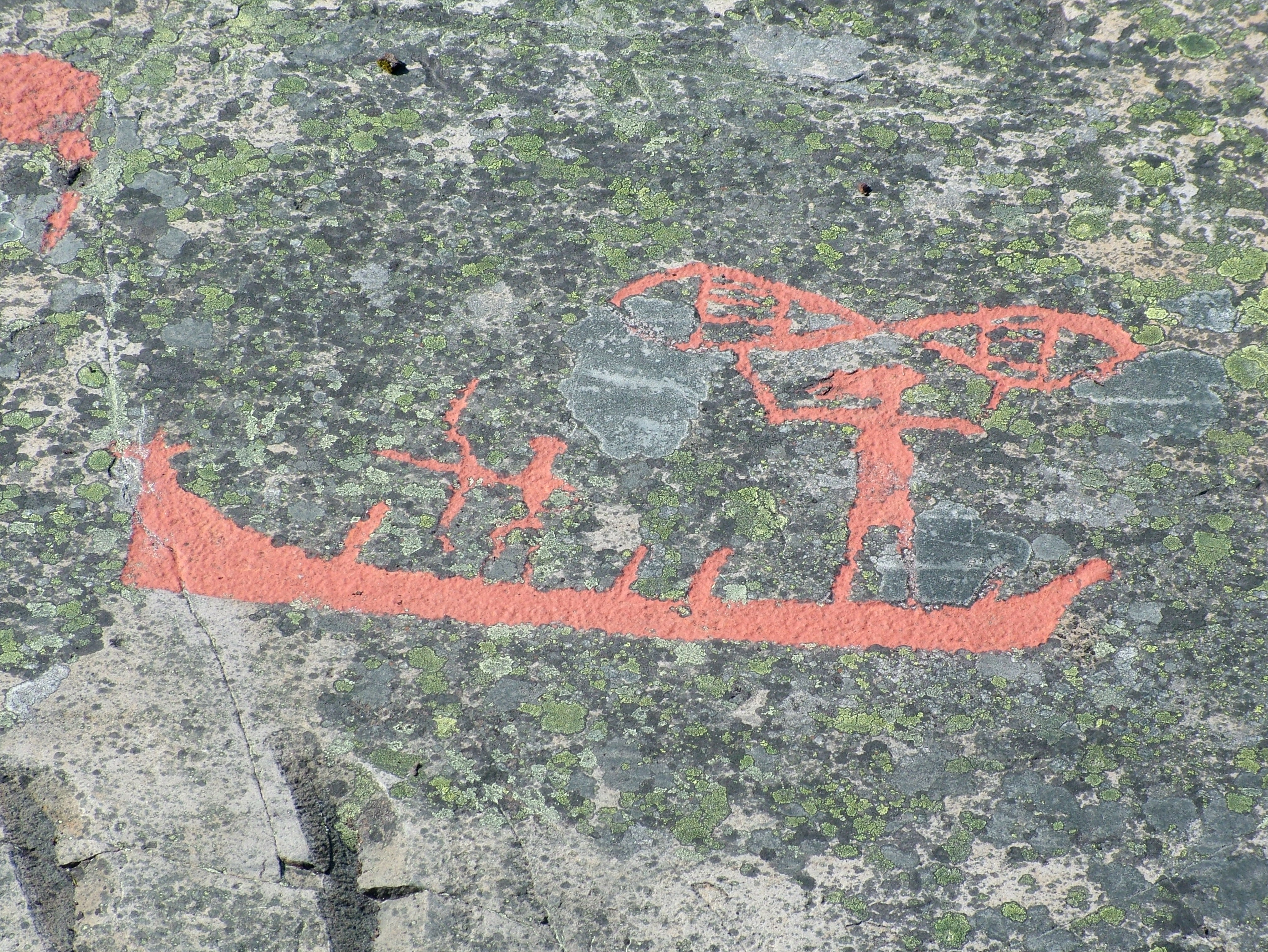
捕鱼
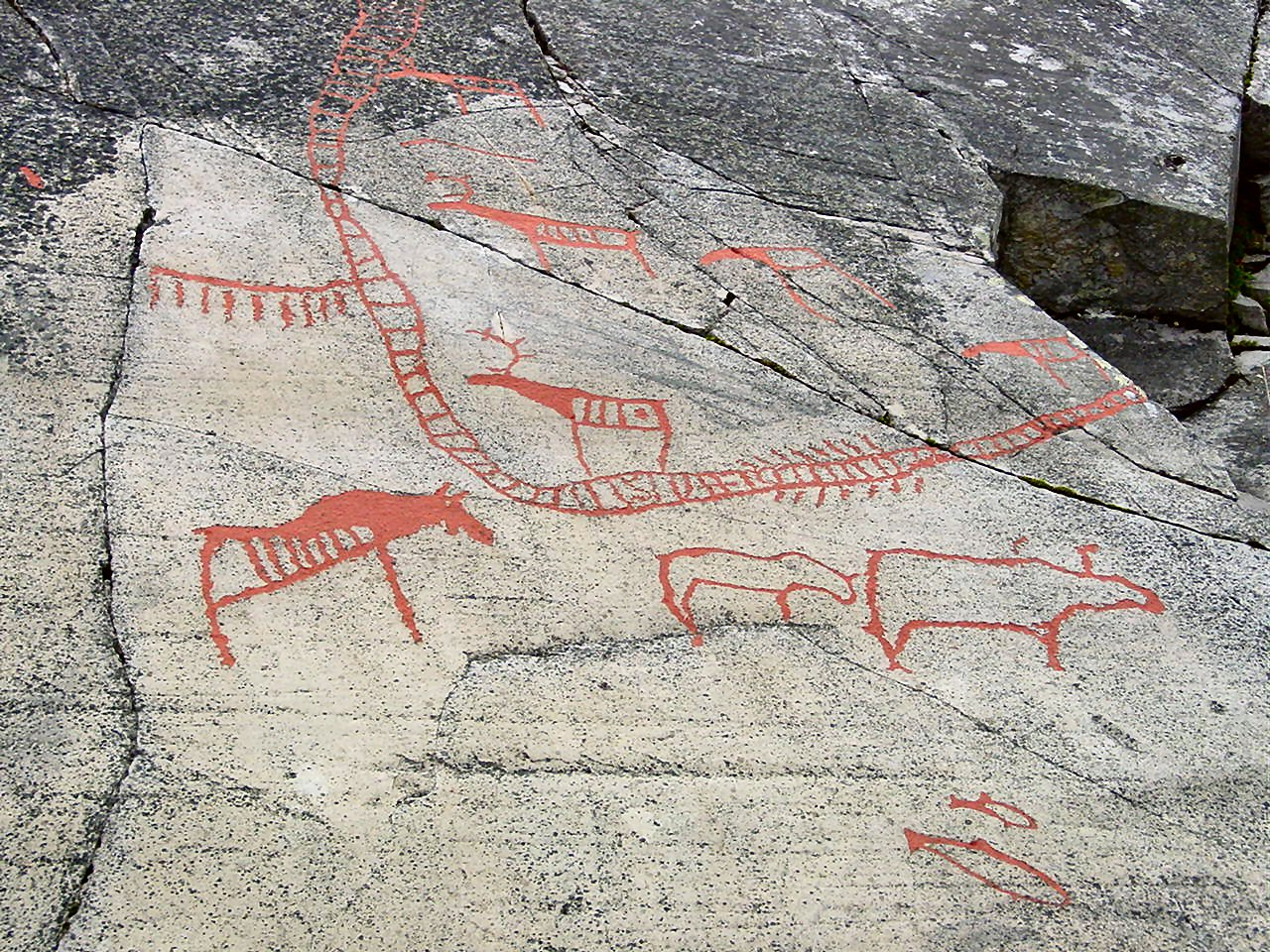
动物和围栏
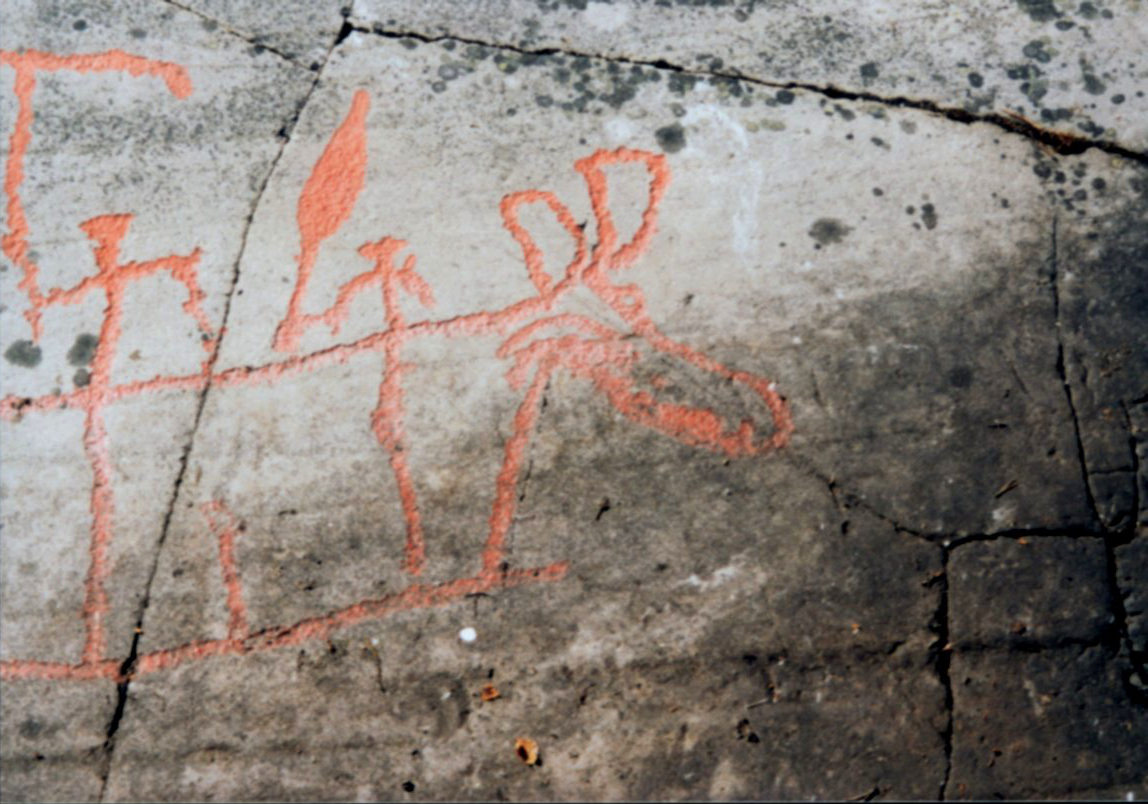
狩猎
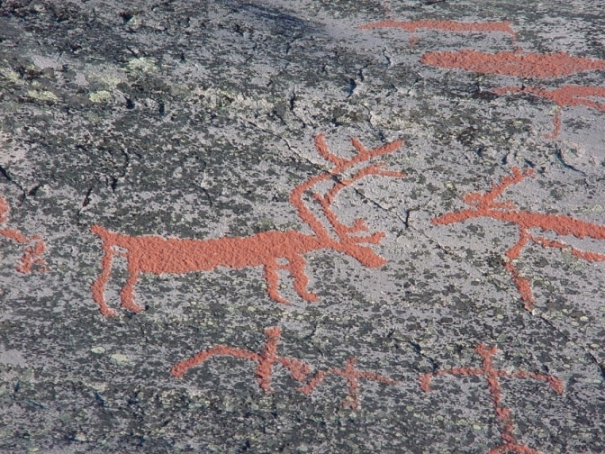
驯鹿
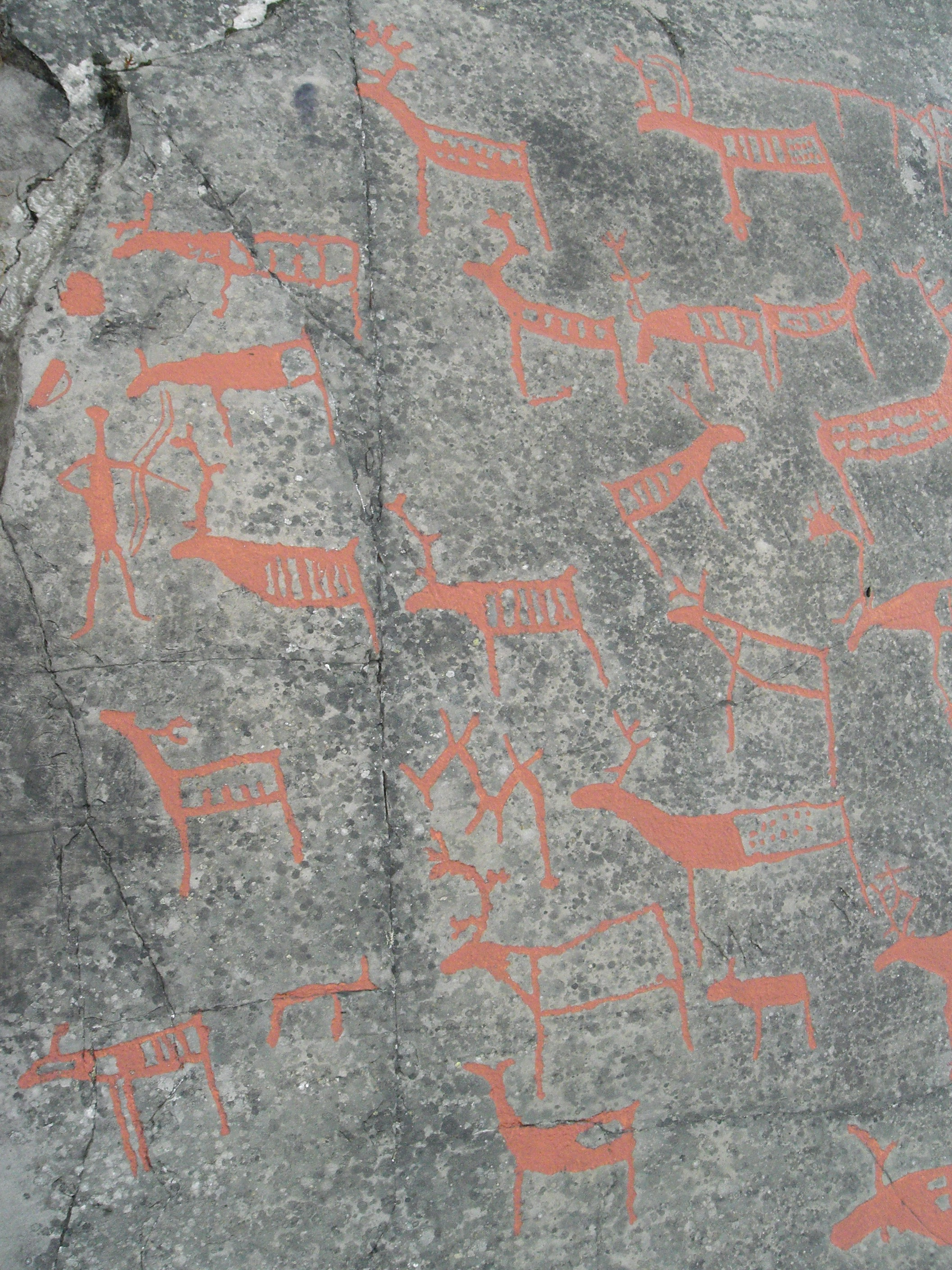
各种动物
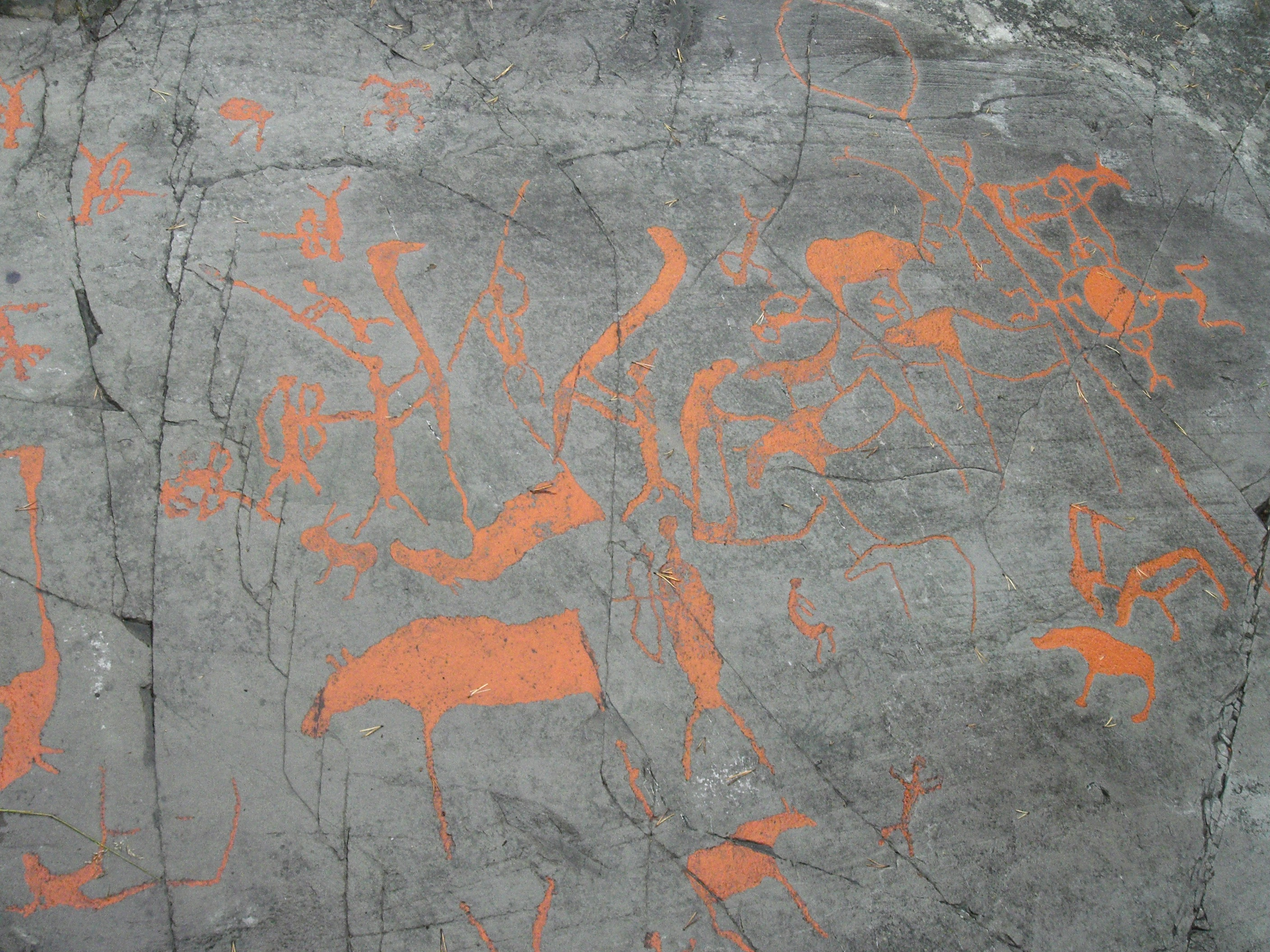
狩猎仪式